# Filipp Michailowitsch Tscherokmanow
Filipp Michailowitsch Tscherokmanow (Филипп Михайлович Черокманов; * 3. Novemberjul. / 15. November 1899greg. im Dorf Marowka, Rajon Issa, Oblast Pensa; † 8. Juni 1978 in Woronesch) war ein sowjetischer Generalleutnant (1944) und Held der Sowjetunion (1943).

## Leben
Tscherokmanow wurde 1899 im Dorf Marowka (heute Bezirk Issa (Pensa)) in einer Bauernfamilie geboren. 1917 noch vor der Oktoberrevolution arbeitete er als Landarbeiter und Hirte für die Grundbesitzer Roschnowski im Dorf Solowtsowo (Rajon von Issa).

### In der Roten Armee
Tscherokmanow trat im Mai 1919 in die Rote Armee ein und diente als Soldat in einem selbstständigen Wolski-Bataillon. Er absolvierte den Maschinengewehr-Kurs in Pensa und nahm dann am Russischen Bürgerkrieg teil. 1920 absolvierte er die Regiments-Schule beim 22. Schützen-Regiment im Militärbezirk Wolga. Im April desselben Jahres wurde Tscherokmanow zum stellvertretenden Chef der Lebensmittel-Verwaltung von Pensa ernannt. Im Januar 1921 wurde er Zugführer des 1. Pensaer Schützen-Regiments der 1. Schützen-Division des Militärbezirks Wolga ernannt und beteiligte sich in dieser Position an der Niederschlagung des Aufstandes in Tambow. Zu Jahresende 1922 besuchte er einen Infanteriekurs bei der 112. Schützen-Division des Militärbezirks Wolga und diente danach im 1. Schützen-Regiment dieser Division als Zugskommandeur und seit Oktober 1924 in derselben Division beim 3. Schützen-Regiment nacheinander als Adjutant, Kompaniechef und als Bataillonskommandeur.
1926 trat er in die Reihen der KPdSU ein. Seit Oktober 1933 war er Kommandeur eines Bataillons im 183. Schützen-Regiment, Leiter der Divisionsschule für junge Kommandeure und Adjutant des Chefs der Operationsabteilung der 112. Division. Nachdem er den höheren Schießkurs „Wystrel“ absolviert hatte, wurde er 1936 in der gleichen Division zum Major und Stabschef des 183. Schützen-Regimentes ernannt und im April 1937 wurde ihm der Posten des Assistenten des Chef der Personal-Abteilung des Militärbezirks Wolga übertragen. Im Oktober des gleichen Jahres übernahm er den Posten des Leiters der Inspektoren-Gruppe im Militärrat desselbigen Bezirks. Im Februar 1938 wurde er zum Kommandeur des 157. Schützen-Regiments (der 53. Schützen-Division) ernannt. Von November 1938 bis Mai 1939 absolvierte er höhere Fortbildungskurse für höhere Kommandeure an der Generalstabs-Akademie der Roten Armee in Moskau.

### Im Vaterländischen Krieg
Am 29. Dezember 1939 wurde er zum Oberst befördert, nachdem er bereits im Oktober 1939 das Kommando über die 148. Schützen-Division erhalten hatte. Als Teil der 13. und 3. Armee kämpfte die 148. Schützen-Division seit Juni 1941 bei der Verteidigung von Weißrussland und im Juli in der Schlacht von Smolensk. Während der Kämpfe bei Schumjatschi stand die Division im Kampf gegen deutsche Panzer, dabei wurde Tscherokmanow verwundet und fiel beinahe in deutsche Gefangenschaft. Nachts entkam er zur Kolchose „Krassny Krimski“, wo er vom Kollektivbauern N. F. Koslow versteckt wurde. Einen Monat später, nachdem seine Wunden fast geheilt waren überschritt er die Kampflinie und schlug sich zu den sowjetischen Truppen durch. Vom 16. September 1941 bis zum Februar 1942 befehligte er wieder die 148. Schützen-Division, die während der Jelezer-Operation am 9. Dezember Jelez und am 25. Dezember 1941 die Stadt Liwny befreite.
Vom 10. Februar 1942 bis zum 27. Juni 1943 befehligte er die 6. Garde-Schützen-Division, die Stellungen im Kursker Frontbogen im Raum Ponyri verteidigte.
Durch eine Resolution des Rates der Volkskommissare der UdSSR vom 3. Mai 1942 wurde er zum Generalmajor ernannt. Im Juli 1943 wurde er zum Kommandeur des 27. Schützenkorps der 65. Armee ernannt. Während der Tschernigow-Pripjater Operation überquerte sein 27. Schützenkorps mit minimalen Verlusten die Flüsse Desna und Sosch.
Am 15. Oktober 1943 begannen zwei Schützendivisionen seines Korps den Dnjepr-Übergang in der Nähe des Dorfes Lojew im Bezirk Gomel zu bewerkstelligen, wo bis zum Abend des 16. Oktober 1943 der Brückenkopf gefestigt werden konnte. Mit Dekret Nr. 1703 des Präsidiums des Obersten Sowjets der UdSSR vom 30. Oktober 1943 wurde Tscherokmanow mit dem Titel Held der Sowjetunion samt der Verleihung des Leninordens (Nr. 15130) und des Orden des Goldenen Sterns ausgezeichnet.
Das 27. Schützenkorps nahm 1944 an der Orden des Goldenen Sterns und der folgenden Lemberg-Sandomierz-Offensive teil und befreite nacheinander die Städte Berestechko, Radechow und Jaroslaw am San-Abschnitt. Seine Truppen sicherten mit anderen Armeeteilen den Weichsel-Brückenkopf von Sandomierz und beteiligte sich Anfang 1945 an der Weichsel-Oder-Operation. Durch eine Resolution des Rates der Volkskommissare der UdSSR vom 11. Februar 1945 wurde Generalmajor Tscherokmanow der Rang des Generalleutnants zuerkannt. Das 27. Schützenkorps beteiligte sich als Teil der 13. Armee (Generaloberst N. A. Puchow) aktiv an der Cottbus-Potsdamer Operation und war unter den Ersten, die über die Elbe gingen.

### Nachkriegszeit
Nach dem Krieg befehligte Tscherokmanow das 27. Korps weiterhin bis zum März 1947. Nachdem er im März 1948 höhere akademische Kurse an der Woroschilow-Militärakademie abgeschlossen hatte, wurde er zum Kommandeur des 29. Garde-Schützenkorps ernannt. Seit Februar 1951 war er Stellvertretender Befehlshaber der 3. Stoßarmee bei der Gruppe der Sowjetischen Streitkräfte in Deutschland und seit November 1951 war er Befehlshaber der 7. Gardearmee im Militärbezirk Transkaukasus. Im Juli 1955 wurde er zum ersten stellvertretenden Befehlshaber der Truppen des Turkestanischen Militärbezirks ernannt. Im August 1957 trat Generalleutnant Tscherokmanow in den Ruhestand. Er lebte danach in Woronesch, wo er im Juni 1978 verstarb und auf dem Kominternowski-Friedhof beigesetzt wurde.

### Auszeichnungen
- Held der Sowjetunion (30. Oktober 1943) (Verleihungsnummer 1703)
- 2 Leninorden (30. Oktober 1943; 21. Februar 1945)
- 3 Rotbannerorden (18. Januar 1942, 3. November 1944, 15. November 1950)
- Suworoworden 1. Klasse (29. Mai 1945)
- 2 Suworoworden 2. Klasse (16. September 1943 und 25. August 1944)
- Kutusoworden 2. Klasse (6. April 1945)
- Orden des Roten Sterns

| Personendaten    | Personendaten                            |
| ---------------- | ---------------------------------------- |
| NAME             | Tscherokmanow, Filipp Michailowitsch     |
| ALTERNATIVNAMEN  | Черокманов, Филипп Михайлович (russisch) |
| KURZBESCHREIBUNG | sowjetischer Generalleutnant             |
| GEBURTSDATUM     | 15. November 1899                        |
| GEBURTSORT       | Dorf Marowka, Rajon Issa                 |
| STERBEDATUM      | 8. Juni 1978                             |
| STERBEORT        | Woronesch                                |